# Forgiving
Forgiving conocido en América Latina como Perdonar y en España como Perdón es el décimo séptimo episodio de la tercera temporada de la serie de televisión estadounidense Ángel. Escrito por Jeffrey Bell y dirigido por Turi Meyer. Se estrenó originalmente el 15 de abril de 2002.

## Argumento
Poco después de la desaparición de Daniel Holtz en el plano de la tierra, un enfurecido Angel secuestra al abogado Linwood para forzarlo a abrir un portal a Quor'Toth, la dimensión en la que se encuentra Connor. Linwood le ordena a Lilah que le de a Angel lo que requiere. Lilah lleva al vampiro a la habitación blanca donde hablan con un socio mayoritario en la forma de una niña. El socio advierte que Sahjhan fue un demonio guerrero que perdió su forma corpórea por intervención de unos hechiceros, que fue así como ganó la habilidad de saltar en diferentes dimensiones, y que sólo se le puede detener por una urna especial que lo aprisionará por siempre. Por último, el socio le entrega a Angel un ritual de magia negra para materializar a Shajah. 
Mientras tanto Fred y Gunn inician una búsqueda frenética por el paradero de Wesley. Incluso visitan a Justine quien ahora está a cargo de dirigir a los Holtzianos. La cazadora de vampiros les explica que la cooperación de Wesley fue voluntaria todo el tiempo y que no sabe dónde está. Fred y Gunn se rehúsan a creerle y buscan en la basura de Wesley los diarios que contienen las traducciones de las profecías Nyzianas. Lo que encuentran no es otra cosa más que la traducción que impulsó al inglés a traicionar al vampiro.        
Fred y Gunn le comentan lo de las profecías a Angel, pero el vampiro está más interesado en encontrar a Sahjhan, ya que el hechizo que realizó lo materializó en otra parte de la ciudad. En el templo de Sahjhan, Justine recuerda con dolor todo lo que vivió con Holtz antes de su desaparición. Al lugar viene un deleitado Sahjhan dispuesto a matar a Justine por el placer de volver a ser corpóreo. Al lugar llegan Angel, Fred y Gunn para detenerlo, pero todos son derrotados por la enorme fuerza y resistencia del demonio. Sahjhan se prepara para estacar a Angel, pero es detenido por Justine quien consigue encerrarlo en la urna que Holtz tenía en el templo. Poco después confiesa que degolló a Wesley en el parque cerca de su casa.    
El equipo entero lleva a Wesley hasta un hospital, donde Angel le explica que ya sabe sus motivaciones detrás de su traición, acto seguido el vampiro trata de sofocar a Wesley con un almohada hasta que es detenido por los paramédicos. A medida que se aleja, Angel le grita al inglés que nunca lo perdonará por lo que hizo y que lo matará.

## Elenco

### Principal
- David Boreanaz como Ángel.
- Charisma Carpenter como Cordelia Chase.
- Alexis Denisof como Wesley Wyndam-Pryce.
- J. Agust Richards como Charles Gunn.
- Amy Acker como Fred Burkle.

## Continuidad
- Aparece por primera vez en la serie "La Habitación Blanca", un espacio interdimensional que jugara un papel más importante en las dos últimas temporadas.
- Cordelia y Groo siguen en sus vacaciones en México.
- La búsqueda de redención de Angel se retrasa un poco ya que el vampiro busca vengarse de Wolfram&Hart y Holtz.
- Los lazos de amistad y confianza que Angel y Wesley desarrollaron son dañados violentamente, cuando Angel no perdona a Wesley por lo que hizo y trata de matarlo.